# Henry L. Myers
Henry L. Myers (Boonville, 1862. október 9. – Billings, 1943. november 11.) az Amerikai Egyesült Államok szenátora (Montana, 1911–1923).